# Daniel Wiemer

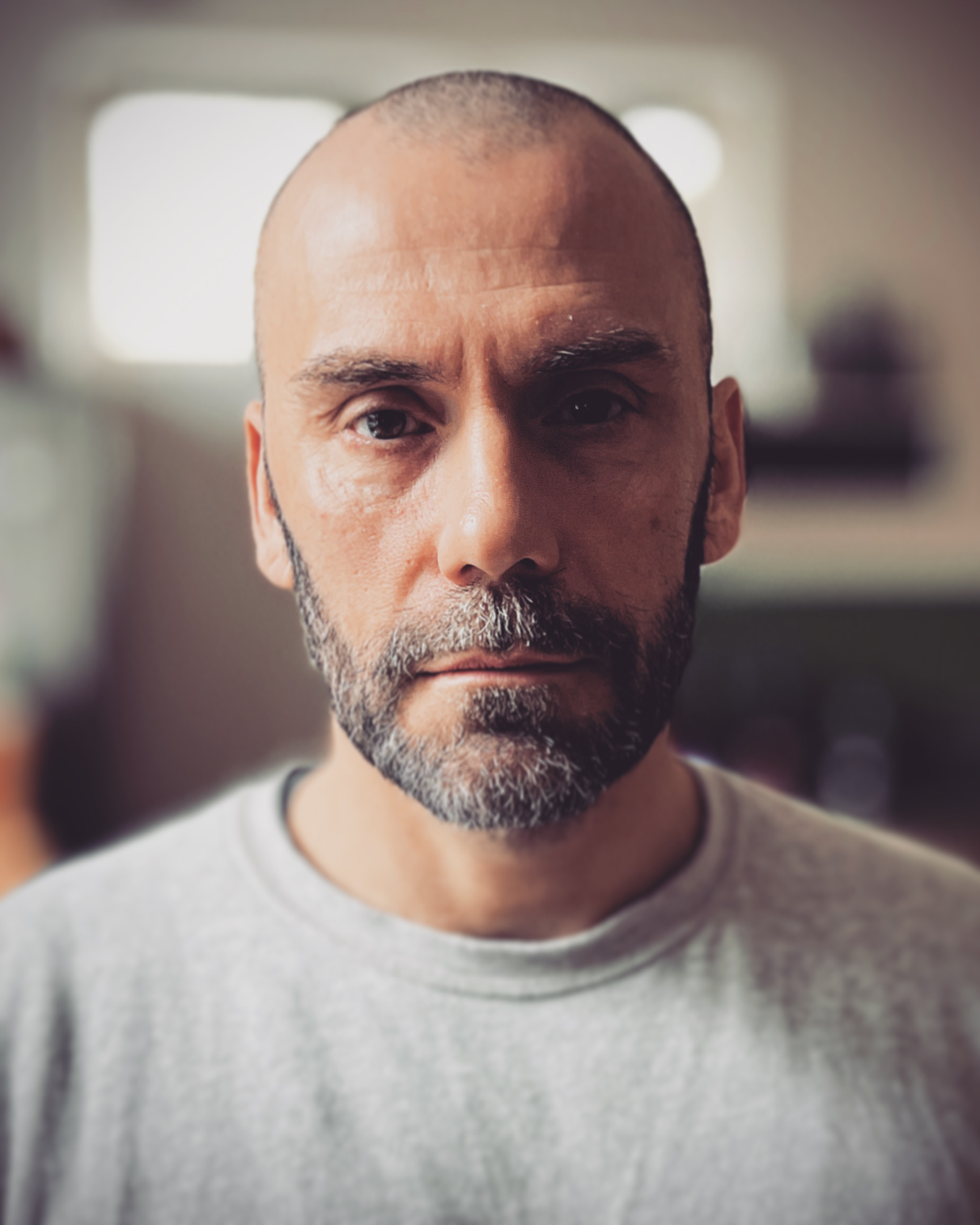
Daniel Wiemer (2024)

Daniel Wiemer (* 4. Februar 1976 in Köln) ist ein deutscher Schauspieler, Sprecher und Musiker.

## Leben
Wiemer wurde als Schauspieler durch seine Rolle als Dennis Krüger in der ARD-Soap Verbotene Liebe bekannt, welche er in über 400 Folgen verkörperte. Dabei hatte er in derselben Serie in den Folgen 313 und 314 eine Nebenrolle als Handwerker. Später verkörperte er den Bong in den Serien Axel! und Axel! will’s wissen. An der Seite von Anke Engelke gehörte er viele Jahre zur Stammbesetzung in Ladykracher. Er war Sänger der Band TheMannMannMannManns, bei denen er neben seinem Schauspielerkollegen Raphael Rubino auf der Bühne stand.
Bei der Fernsehshow TV total Turmspringen belegte er 2010 im Synchronspringen mit Steven Gätjen und 2011 im Einzelspringen jeweils den sechsten Platz.
2011 spielte Wiemer einen Neonazi im Musikvideo zu Serdar Somuncus Lied Der Mann mit dem Bart.
Er steht regelmäßig für Hörspiele, Radio-Feature und Lesungen vor dem Mikrofon, vor allem in Produktionen vom Westdeutschen Rundfunk.

## Filmografie (Auswahl)

### Filme
- 1995: Absprung
- 2000: Thrill – Spiel um Dein Leben
- 2003: In die Hand geschrieben
- 2010: Mein Song für dich
- 2011: Kein Sex ist auch keine Lösung (Kino)
- 2011: Hotel Lux (Kino)
- 2015: Tod auf der Insel
- 2017: Was ich von dir weiß
- 2018: Wilsberg – Morderney
- 2018: Aufbruch in die Freiheit
- 2018: Das Traumschiff – Hawaii
- 2020: Verunsichert – Alles Gute für die Zukunft
- 2021: Die Zukunft ist ein einsamer Ort (Kino)
- 2023: Schock
- 2024: Lebensader Autobahn

### Fernsehserien
- 1997: SK-Babies
- 1997–1999: Verbotene Liebe
- 2001: Lindenstraße
- 2002–2004: Axel!
- 2004: Wilde Jungs
- 2004–2005: Axel! will’s wissen
- 2005–2006: Die Spezialisten: Kripo Rhein-Main
- 2007: Kinder, Kinder
- 2007: SOKO Rhein-Main
- 2007: Pfarrer Braun: Braun unter Verdacht
- 2008–2013: Ladykracher
- 2008–2010: Highroller und Tank[1]
- 2008–2010: Lutter (3 Folgen)
- 2009: Pastewka (Folge Der Pusher)
- 2010–2023: SOKO Köln (4 Folgen)
- 2011: Countdown – Die Jagd beginnt (Folge Singles)
- 2011: SOKO Stuttgart (Folge Tödliche Sabotage)
- 2013: Akte Ex (Folge Der Informant)
- 2013: Morden im Norden (Folge Auf Herz und Nieren)
- 2014: Heiter bis tödlich: Koslowski & Haferkamp (9 Folgen)
- 2015: Prankenstein
- 2015, 2024: Die Kanzlei (Folgen Ein schwerer Verlust, Ein tiefer Fall)
- 2015: Notruf Hafenkante (Folge Alexas Puzzle)
- 2015: Heldt (Folge Fahnenklau)
- 2016: Herzensbrecher – Vater von vier Söhnen (Folge Letzte Warnung)
- 2016: Dr. Klein (Folge Mut)
- 2016–2017: Comedy Rocket
- 2018: Blockbustaz (Folge Geißbock)
- 2018: Die Bergretter (Folge Abschied für immer)
- 2019: Merz gegen Merz (Folge Jeder ist ersetzbar)
- 2019: Sankt Maik (Folge Holzbock süß-sauer)
- 2020: Notruf Hafenkante (Folge Pokerprinzessin)
- 2021: Der Lehrer (Folge Was macht ein Lehrer im Gefängnis? ... Sitzenbleiben.)
- 2021, 2023: In aller Freundschaft (5 Folgen)
- 2024: WaPo Bodensee (Folge Engel lügen nicht)
- 2025: WaPo Duisburg (Folge Die Postkarte)

## Hörspiele (Auswahl)
- 2008: Richard Powers: Das Echo der Erinnerung – Regie: Fabian von Freier (WDR)
- 2011: Martin Becker und Jaroslav Rudiš: Plattenbaucowboys – Regie: Susanne Krings (WDR)[2]
- 2013: Daniel Suarez: Daemon – Regie: Petra Feldhoff (WDR)
- 2013: Edgar Linscheid und Stuart Kummer: The Cruise. Staffel 1 – Serie, Regie: Stuart Kummer (WDR)[3]
- 2015: Edgar Linscheid und Stuart Kummer: The Cruise. Staffel 2 – Serie, Regie: Stuart Kummer (WDR)
- 2016: Chris Ohnemus: Was uns trennt – Regie: Martin Zylka
- 2018: Edgar Linscheid und Stuart Kummer: Caiman Club – Serie, Regie: Stuart Kummer (WDR)[4]
- 2019: Tom McCarthy: Remainder – Regie: Hannah Georgi (NDR)
- 2020: Sebastian Büttner: Der Putsch. Teil Drei: Kanzlerdämmerung – Schon wieder ein Hörspiel mit den Kassierern! – Regie: Matthias Kapohl (WDR)[5]
- 2021: Thomas von Steinaecker: Der Verein – Mini-Serie, Regie: Susanne Krings (WDR)[6]
- 2021: Steffen Irlinger: Die Faust vor der Sonne. Der musikalische Unabhängigkeitskampf von Kap Verde – Regie: Thomas Wolfertz (WDR)[7]
- 2022: Edgar Linscheid und Stuart Kummer: GRЁUL. Die Legende erwacht – Serie, Regie: Stuart Kummer (WDR)[8]
- 2023: Anne-M. Keßel: Boudicca. Die Keltenkriegerin – Serie, Regie: Martin Zylka (WDR)[9]